# جان باتيست لولي

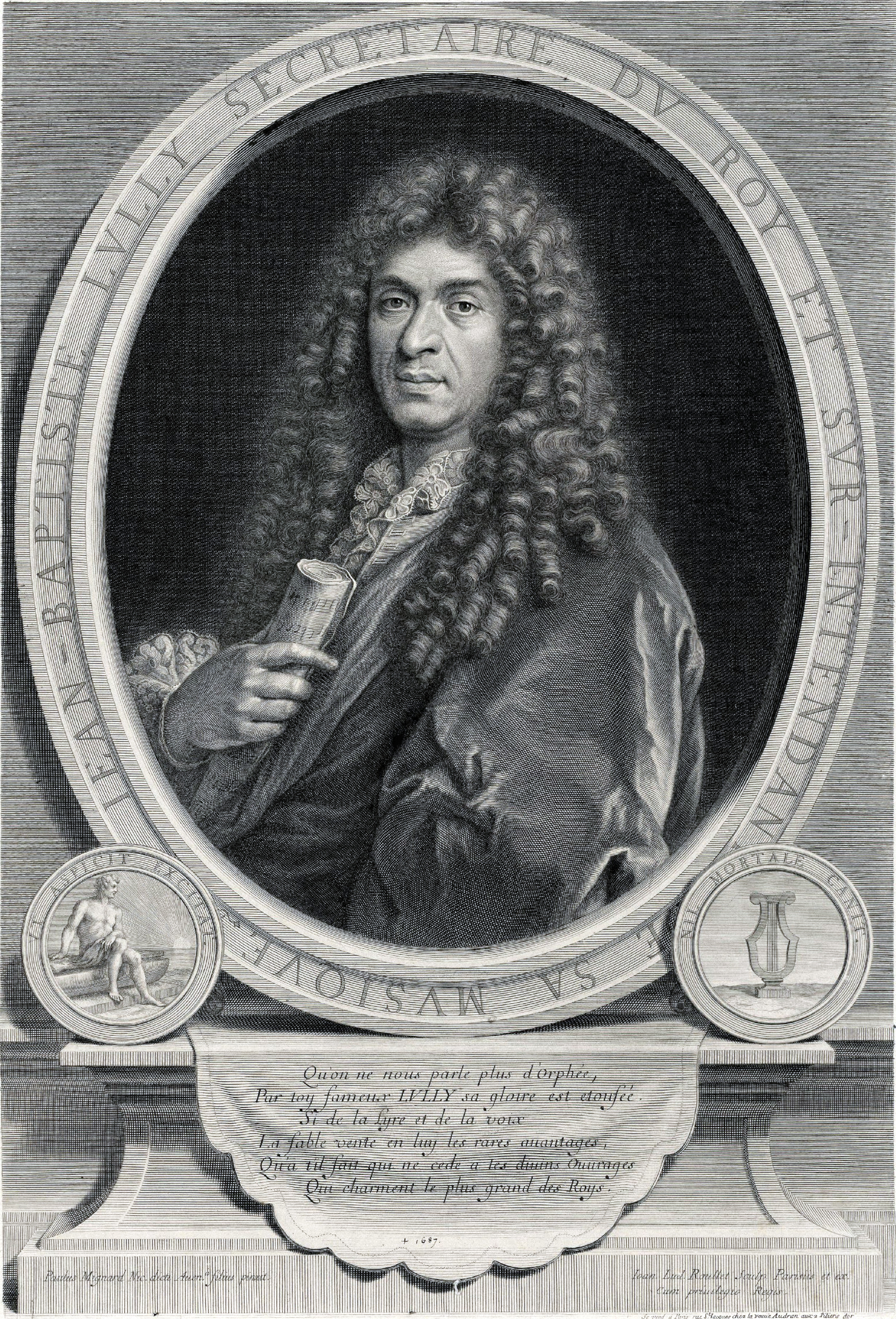
جان باتيست لولي

جان باتيست لولي (بالفرنسية: Jean-Baptiste Lully؛ 1632 في فلورنسا - 1687 م في باريس) هو مؤلف موسيقي فرنسي من أصل إيطالي. عاش أغلب فترات حياته في فرنسا. تقلد في عهد الملك لويس الرابع عشر منصب المشرف على الفنون الموسيقية، فأصبح يحتكر صناعة أعمال الموسيقى. يعتبر واضع أصول الأوبرا الفرنسية، ألف العديد من قطع التراجيديا الشعرية (ألسيست، 1674؛ أتيس، 1676؛ أرميد، 1686 م)، قطع الباليه، قطع ترفيهية وضعها خصيصا لفرقة موليير الكوميدية (البورجوازي النبيل)، وموتيتات. ترك أسلوبه أثرا على أعمال الموسيقيين باخ وهاندل.

## مقدمة
نادرا ما سيطر مؤلف موسيقي على بيئة حضارية مثلما ساد لولي البلاط الفرنسي في حكم لويس الرابع عشر. خلال صداقته مع الملك وبعض التجارة بلا ضمير، نجح في تحقيق سيطرة شبه كاملة على الحياة الموسيقية لباريس وفرساي. كان أيضا يتمتع بموهبة كبيرة: فكتب موسيقى راقصة تتمتع بالحيوية التي عندما جمعت معا كمتتاليات تركت اثرا قويا على الموسيقى الأوركسترالية الأوروبية حتى منتصف القرن الثامن عشر، ومعظم موسيقاه الجادة، بما ذلك أوبراته، تمتلك وقارا قويا – رغم أنها يمكنها في بعض الأحيان قد تصبح متفاخرة.

## حياته
ولد لولي إيطالي لكنه ذهب لفرنسا في سن 14 كخادم لابن عم الملك لويس الرابع عشر. رغم أنه عازف كمان بارز، جذب الانتباه أولا كراقص وممثل صامت، يؤدي إلى جانب الملك الشاب في باليه البلاط عام 1653. في نفس العام انضم للأسرة الملكية كمؤلف لموسيقى الآلات للملك، وكتب عددا من الباليهات التي عرضتها أوركستراه الخاصة، «الفرقة الصغيرة» التي جعلها واحدة من الأفضل في العصر. خلال 1660 أنتج سلسلة من الباليهات الكوميدية بالتعاون مع الكاتب المسرحي موليير أشهرها «السيد البرجوازي» 1670.
السيطرة المتزايدة للولي على موسيقى المسرح الفرنسي أيدها عام 1672 بشراءه للحق القصري لإنتاج الاوبرا أو التراجيديا الغنائية كما عرفت في فرنسا. ابتكر لولي النوع عمليا، خلال دمج الباليه الخاص بالبلاط مع تقاليد التراجيديا الفرنسية الكلاسيكية إلى مشهد واحد ضخم وبذخ حيث كان الموقع والمشاهد وتصميم الرقصات كلها بنفس أهمية الموسيقى. الحبكات الواضحة الخيالية دوما – عادة مقتبسة من الأساطير اليونانية أو من ملاحم الفروسية – اجتمعت مع فحص القضايا الأخلاقية بطريقة للإشادة بالملك الذي كتبها له.
المسرح الأول للولي كان ملعب تنس متحول لكن مع وفاة موليير انتقل دون أجرة إلى مسرح القصر الملكي. على مدار الخمس عشرة سنة التالية أنتج أوبرا في السنة، في الغالب على ليبريتو كتبه المؤلف التراجيدي فيليب كينو. سلطته التي لا تضاهى. منع الموسيقى في مسرح العرائس – جلبت له الكثير من الأعداء. أحد رجال الأعمال المستائين كان هنري جيشارد يزعم أنه حاول قتله بالسم بوضع الزرنيخ في نشوقه. التقارير الأكثر ضررا عن الشذوذ الجنسي للولي التي وصلت مسامع الملك، الذي هدد بأن يجعل منه عبرة.
كانت وفاته مزيجا من العظمة والهزل: أثناء قيادة عمل «إلى الله» احتفالا بتعافي الملك من المرض، طرق أحد أصابع قدميه بالعصا التي استخدمها لطرق الزمن. أصيب بخراج أحدث غرغرينة لكنه رفض بتر قدمه وتوفي – وهو رجل شديد الثراء – بعد شهرين.

## أشهر أعماله

### أرميد
أوبرات لولي نادرا ما تعرض خارج فرنسا. بالنسبة لجمهور حديث، الإجراءات الواضحة، ومعظم الموسيقى، قد تبدو بذلك مجهدة في كتابتها. مع ذلك بعض اللحظات العظيمة، وليس أقله في أوبرا «أرميد»، وهو عمل كتبه، في فترة متأخرة يعتبر رائعة لولي. الليبريتو، الذي كتبه كينو يعتمد على قصة من قصيدة بطولية عن القدس في إيطاليا في عصر النهضة. أرميد ساحرة مهووسة بالفارس المسيحي رينو، الذي يبدو غير مهتم بجمالها. تأسره وتخطط لقتله، لكن بدلا من ذلك تقع في غرامه. رينو تسحره أرميد فيحبها لكن ينقذه اثنان من رفاقه الفرسان وتهرب بينما تدمر الشياطين قصرها. الحبكة تماثل أوبرا دايدو وأنييس لبورسيل: وهو محارب نبيل يقع في الحب لكن الواجب هو الذي يسيطر عليه ويتخلى عن اللذة الجسدية. تحويل لولي هذا إلى دراما آسرة تستحق الإشارة لكتابته الغنائية السلسة التي تولد قوة درامية قوية. الرسيتاتيف لا يبعد عن إيقاعات الحديث العادي بل الألحان الأكثر وضوحا لا توقف الأحداث على نمط الآريا الأوبرالية الإيطالية.

## وصلات خارجية
- جان باتيست لولي على موقع IMDb (الإنجليزية)
- جان باتيست لولي على موقع الموسوعة البريطانية (الإنجليزية)
- جان باتيست لولي على موقع ميوزك برينز (الإنجليزية)
- جان باتيست لولي على موقع قاعدة بيانات برودواي على الإنترنت (الإنجليزية)
- جان باتيست لولي على موقع قاعدة بيانات برودواي على الإنترنت (الإنجليزية)
- جان باتيست لولي على موقع قاعدة بيانات برودواي على الإنترنت (الإنجليزية)
- جان باتيست لولي على موقع إن إن دي بي (الإنجليزية)
- جان باتيست لولي على موقع أول ميوزيك (الإنجليزية)
- جان باتيست لولي على موقع ديسكوغز (الإنجليزية)

1. 1 2 3 4   https://www.francemusique.fr/personne/jean-baptiste-lully. {{استشهاد ويب}}: |url= بحاجة لعنوان (مساعدة) والوسيط |title= غير موجود أو فارغ (من ويكي بيانات) (مساعدة)
2. ↑   https://www.francemusique.fr/personne/jean-baptiste-lully. اطلع عليه بتاريخ 2020-01-11. {{استشهاد ويب}}: |url= بحاجة لعنوان (مساعدة) والوسيط |title= غير موجود أو فارغ (من ويكي بيانات) (مساعدة)
3. ↑  Internet Movie Database (بالإنجليزية), QID:Q37312
4. 1 2 3  The Rough Guide to Classical Music by Joe Staines